# منزل عمروس
منزل عمروس أو معصر عمروس أو مزار عمروس (بالإسبانية: Mazarambroz) هي بلدية تقع في مقاطعة طليطلة، قشتالة والمنجى في إسبانيا. بلغ عدد سكان البلدية 1314 نسمة وفقًا لتعداد عام 2006 (INE).

## علم الآثار
في العصر الرومي كان هناك خزان يغذي مدينة طليطلة عبر قناة. هناك بعض بقايا السد. 